# Pedioplanis laticeps
Pedioplanis laticeps — вид ящірок родини ящіркових (Lacertidae). Мешкає в Намібії і Південно-Африканській Республіці.

## Опис
Довжина ящірки Pedioplanis laticeps (без врахування хвоста) становить 5-6 см.

## Поширення і екологія
Pedioplanis laticeps мешкають на півдні Намібії та у північно-західних і центральних районах ПАР, на південь до Капських гір. Вони живуть в кам'янистих місцевостях, на пустищах кару та в чагарникових заростях фінбош. Відкладають яйця.